# Đại học Tự chủ Quốc gia México
Đại học Tự chủ Quốc gia México (Universidad Nacional Autónoma de México, viết tắt UNAM) là một trường đại học nghiên cứu công lập ở Thành phố México, México, trường đại học lớn nhất ở Mỹ Latinh. UNAM có nhiều khuôn viên ở Thành phố México và những địa điểm khác trên khắp México cũng như chín quốc gia nước ngoài. Ngoài ra, UNAM 34 viện nghiên cứu, 26 bảo tàng và 18 di tích lịch sử.
UNAM được Justo Sierra thành lập vào ngày 22 tháng 9 năm 1910 nhằm thay thế cho Đại học Hoàng gia Giáo hoàng México, trường đại học phương Tây đầu tiên ở Bắc Mỹ.
Một phần của Ciudad Universitaria (Thành phố Đại học), khuôn viên chính của UNAM ở Thành phố México, được công nhận là Di sản thế giới và được một số kiến trúc sư, họa sĩ nổi tiếng nhất của México thiết kế, trang trí. UNAM đăng cai các sự kiện chính của Thế vận hội Mùa hè 1968 và là nơi hình thành Phong trào sinh viên México năm 1968. Tất cả những người đoạt giải Nobel của México đều là cựu sinh viên UNAM. Năm 2009, UNAM được tặng Giải thưởng Truyền thông và Nhân văn của Thân vương xứ Asturias. UNAM công bố hơn một phần tư tổng số lượng bài báo khoa học do ngành học thuật México công bố.

## Cơ sở vật chất

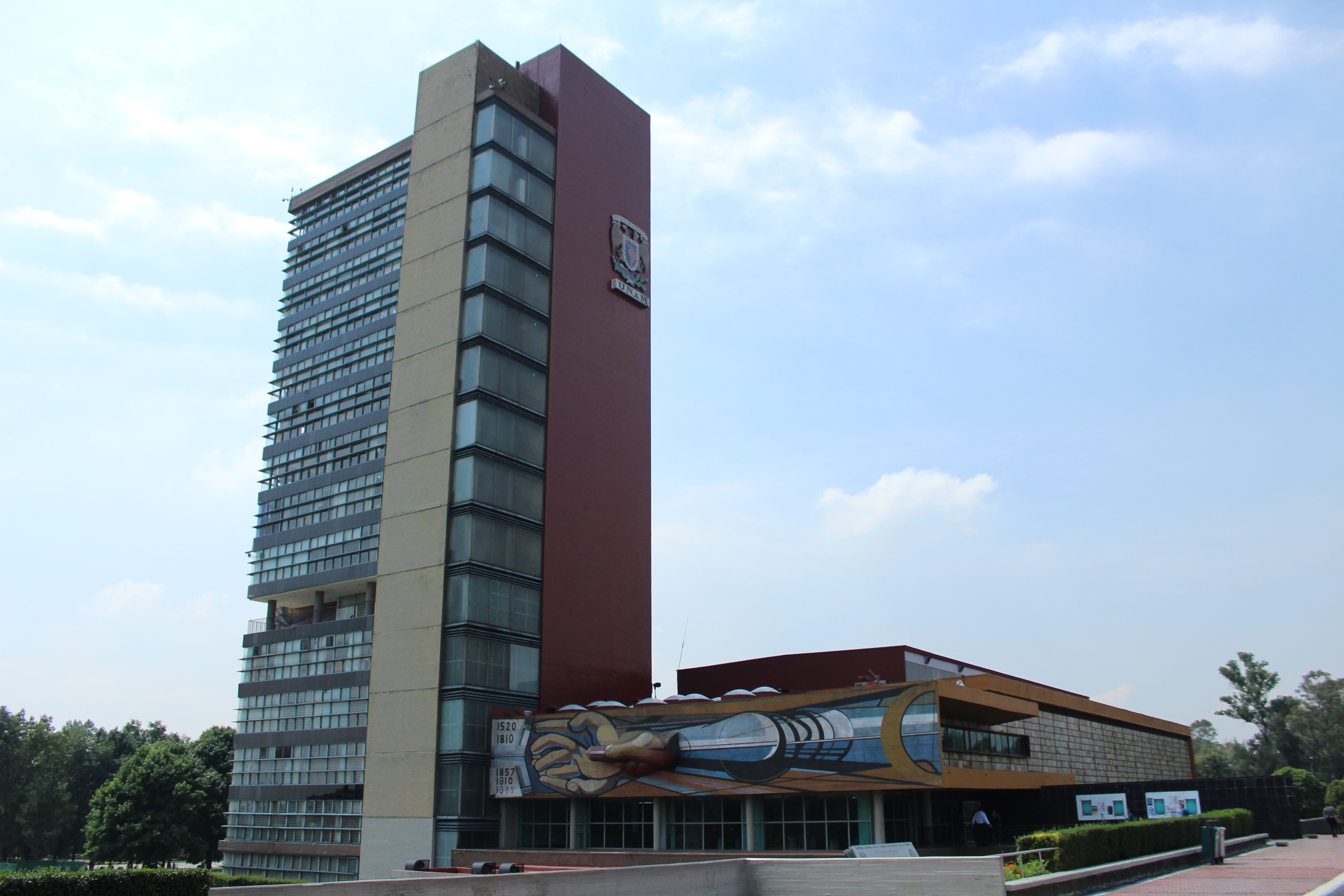
Nhà điều hành.

### Ciudad Universitaria
Ciudad Universitaria (Thành phố Đại học) là khuôn viên chính của UNAM, nằm ở Coyoacán, một quận ở phía nam thành phố. Công trình được thiết kế bởi kiến trúc sư Mario Pani, Enrique del Moral, Domingo García Ramos, Armando Franco Rovira, Ernesto Gómez Gallardo và những người khác. Nó được thiết kế với kiến trúc bao quanh Estadio Olimpico Universitario. Tại đây bao gồm khoảng 40 khoa và các viện, các trung tâm văn hóa, dự trữ sinh thái, Thư viện trung tâm, và một vài bảo tàng. Được xây dựng trong những năm 1950 trên một nền nham thạch kiên cố cổ xưa để thay thế cho các tòa nhà học tập nằm rải rác ở trung tâm thành phố México. Công trình được hoàn thành vào năm 1954, và gần như là một khu vực riêng biệt trong thành phố México, với các quy định riêng, hội đồng quản lý, và cả cảnh sát riêng (một mức độ nhất đinh), chính là các điều đặc biệt so với hầu hết các trường đại học khác trên toàn thế giới.
Tháng 6 năm 2007, khuôn viên chính của Ciudad Universitaria được công nhận là Di sản thế giới.

### Cơ sở vệ tinh
Ngoài Ciudad Universitaria, UNAM còn có một số cơ sở trong Đại đô thị México (Acatlán, Aragón, Cuautitlán, Iztacala, và Zaragoza) cũng như một số địa điểm khác trên khắp Mexico (ở Santiago de Querétaro, Morelia, Mérida, Sisal, Ensenada, Cuernavaca, Temixco và Leon) chủ yếu cho mục đích nghiên cứu và sau đại học. Ngoài ra, nó còn có một trung tâm giảng dạy cho người nước ngoài ở Taxco de Alarcón, tập trung chủ yếu là về ngôn ngữ Tây Ban Nha và văn hóa México.

## Hình ảnh

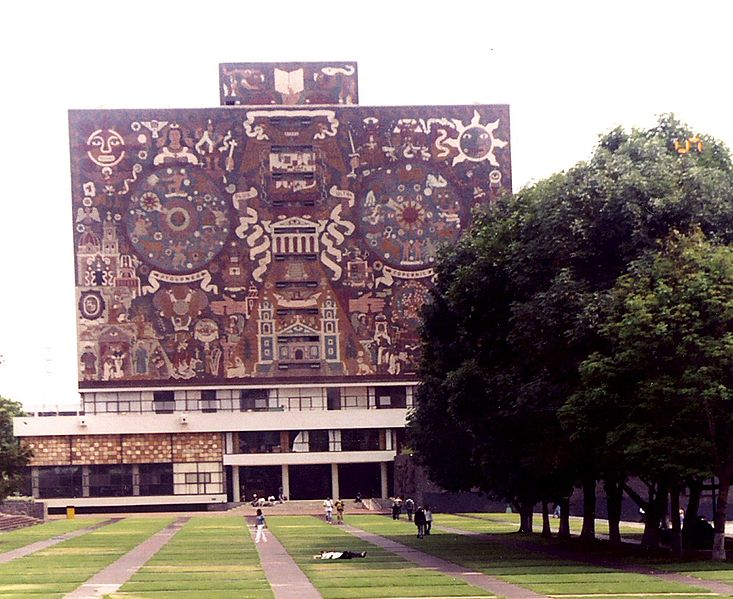
Thư viện
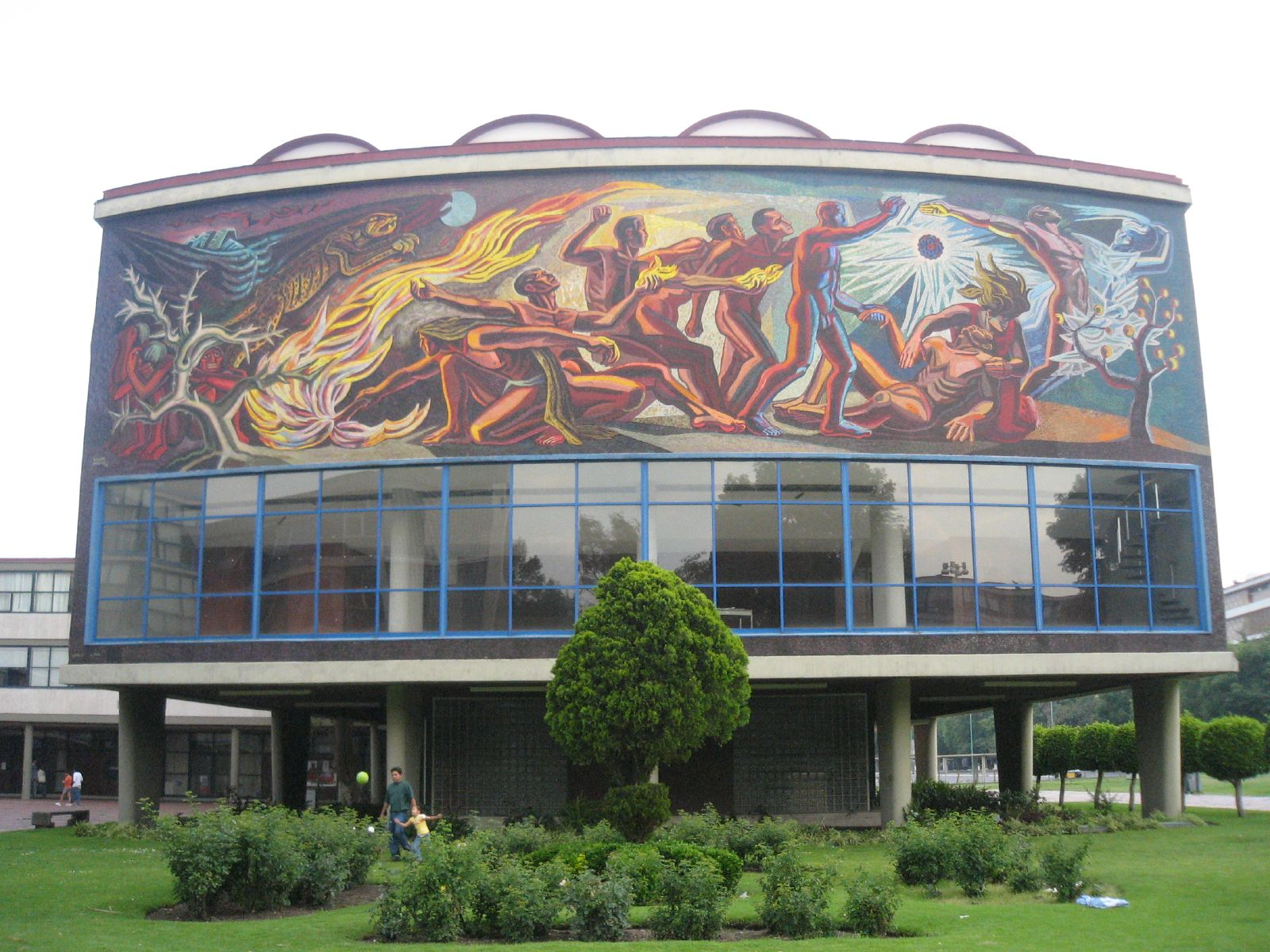
Một bức tranh vẽ trên tường
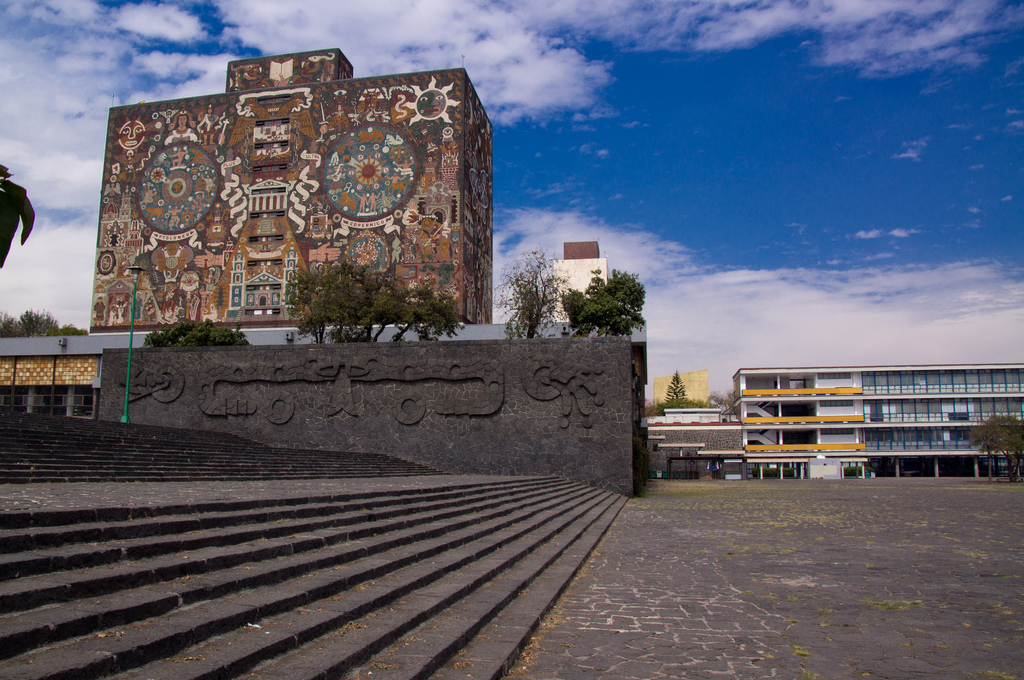
Trung tâm trường
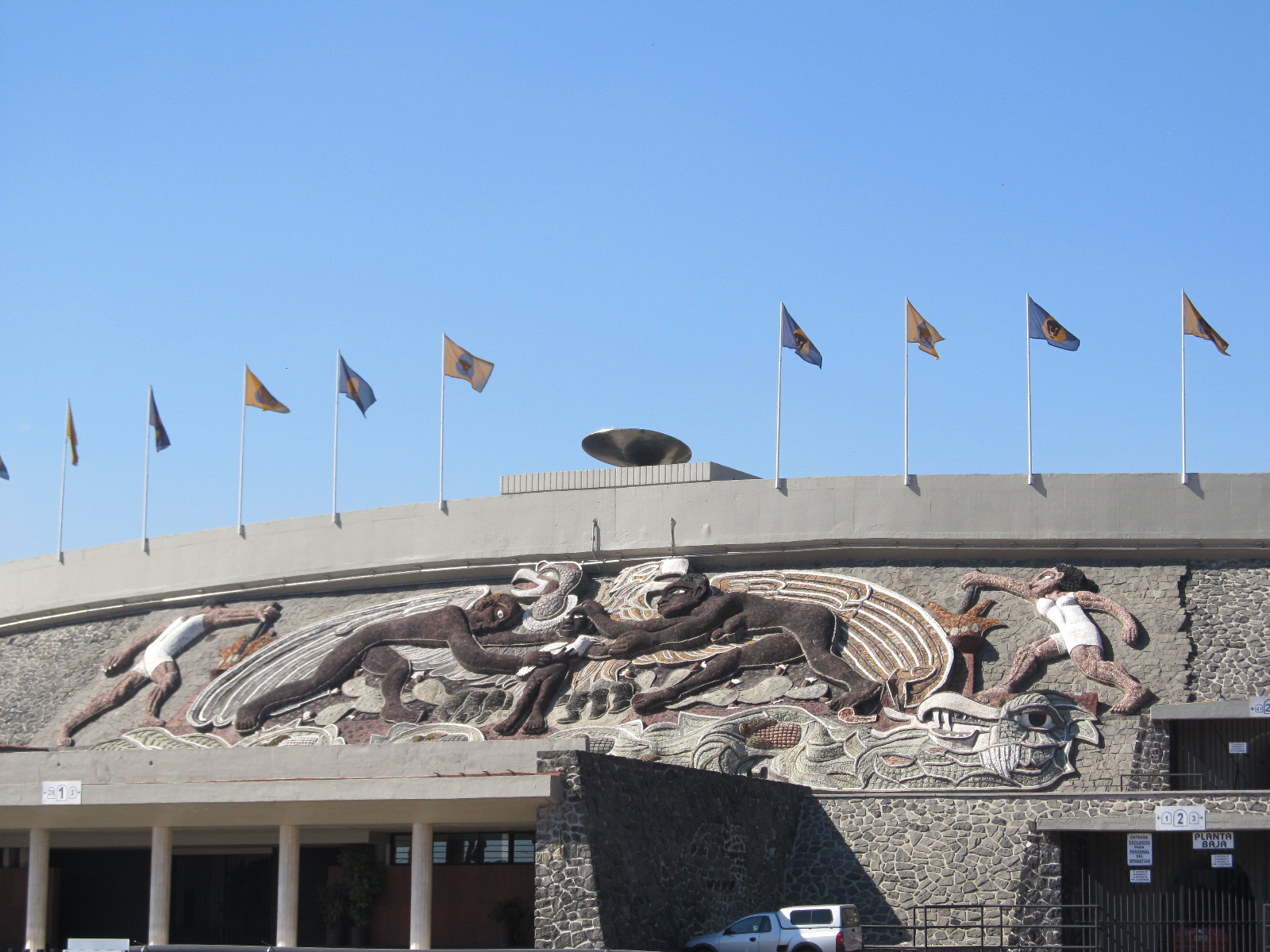
Sân vận động của trường
Cảnh quan trong trường